# Baszta Prochowa II w Krakowie
Baszta Prochowa II – niezachowana baszta wchodząca w skład murów obronnych Krakowa, która znajdowała się za drugą basztą karczmarzy, dawniej na tyłach nieistniejącego już kościoła św. Ducha, a obecnie naprzeciwko budynku mieszczącego Scenę Miniatura Teatru im. Juliusza Słowackiego.
Najprawdopodobniej była ona basztą o czworobocznym kształcie. Nie zachował się jednak żaden ślad ikonograficzny tej baszty, brak również rysunków Jerzego Głogowskiego (architekta, malarza zatrudnionego na stanowisku miejskiego budowniczego i geodety) co pozwala domniemywać, iż w 1809 baszta ta już nie istniała. Ambroży Grabowski w dokumentach miejskich znalazł jedynie dwie adnotacje dotyczące tej baszty. W 1577 prace związane z remontem dachu baszty prochowej za św. Duchem prowadził opłacony przez miasto murarz Andrzej. W 1626 znajdował się w niej nadal skład prochów.